# آلبرت بورگمان
آلبرت بورگمان (متولد ۱۹۳۷ در فرایبورگ) استاد فلسفه دانشگاه مونتانا و پژوهشگر فلسفه تکنولوژی است. او در یک خانواده کاتولیک پرورش یافت و از طریق آثار مارتین هایدگر، به فلسفه علاقه‌مند شد.
آلبرت بورگمان با آمیختنِ تحلیل اجتماعی و فلسفه، معتقد است که تکنولوژی الگوی کنترل‌کننده ای در زندگی ما ایجاد می‌کند. این الگو، دارای آثار جهانی است: این الگو زندگی را به شدت به کار و فراغت تقسیم می‌کند، دموکراسی‌های صنعتی را حفظ می‌کند و این دیدگاه را تقویت می‌کند که زمین خود یک وسیله تکنولوژیک است. او استدلال می‌کند که تکنولوژی در غلبه بر گرسنگی و بیماری نیز به ما کمک کرده‌است، اما هنگامی که برای تجربیات غنی تر به آن متوسل می‌شویم، در عوض منجر به زندگیِ تحت سلطه مصرفِ بی دردسر و بدون فکر می‌شود. بورگمان تکنولوژی را رد نمی‌کند، اما خواستار گفتگوی عمومی دربارهٔ ماهیت یک زندگی خوب است. او به ما توصیه می‌کند که در عصر تکنولوژیک، جایی برای موضوعات مهم و مبنایی باز کنیم. این اندیشه‌های بورگمان را می‌توانید در کتاب او «تکنولوژی و سرشت زندگی معاصر: پرسشی فلسفی» [۲] پی بگیرید.
«بورگمان در کتاب تکنولوژی و سرشت زندگی معاصر، توجه ما را به ابزارهای تکنولوژیک جلب می‌کند. قبل از پیروزی طرحهای تکنولوژیک، آدمی بدواً به کارهایی می‌پرداخت که به مدد آنها اشیاء گوناگون را می‌پرورد یا دست‌سازی می‌کرد. بدین‌سان، باغبانها، همّ و تلاش خود را بر آنچه برای پرورش گیاهان لازم بود می‌نهادند، آهنگسازان و موسیقیدانان در راه آنچه برای فرآوری موسیقی لازم بود مهارت کسب می‌کردند، و بخاری دیواری می‌بایست برای تأمین گرمای خانه با انواع خاصی از چوب، پر و به دقت نگهداری می‌شد. همان‌طور که بورگمان دریافته است تکنولوژی متعلق است به آخرین مرحله تاریخ فهم‌های هستی در غرب. این مرحله به جای جهانهای پوئسیس ـ Poieesis ـ جهان ابداع صنعت گران و جهان مسیحیان، جهانی را جایگزین می‌کند که در آن سوژه‌ها، ابژه‌ها را تحت اداره خویش می‌گیرند.»